# 春日神社 (茨木市清水)

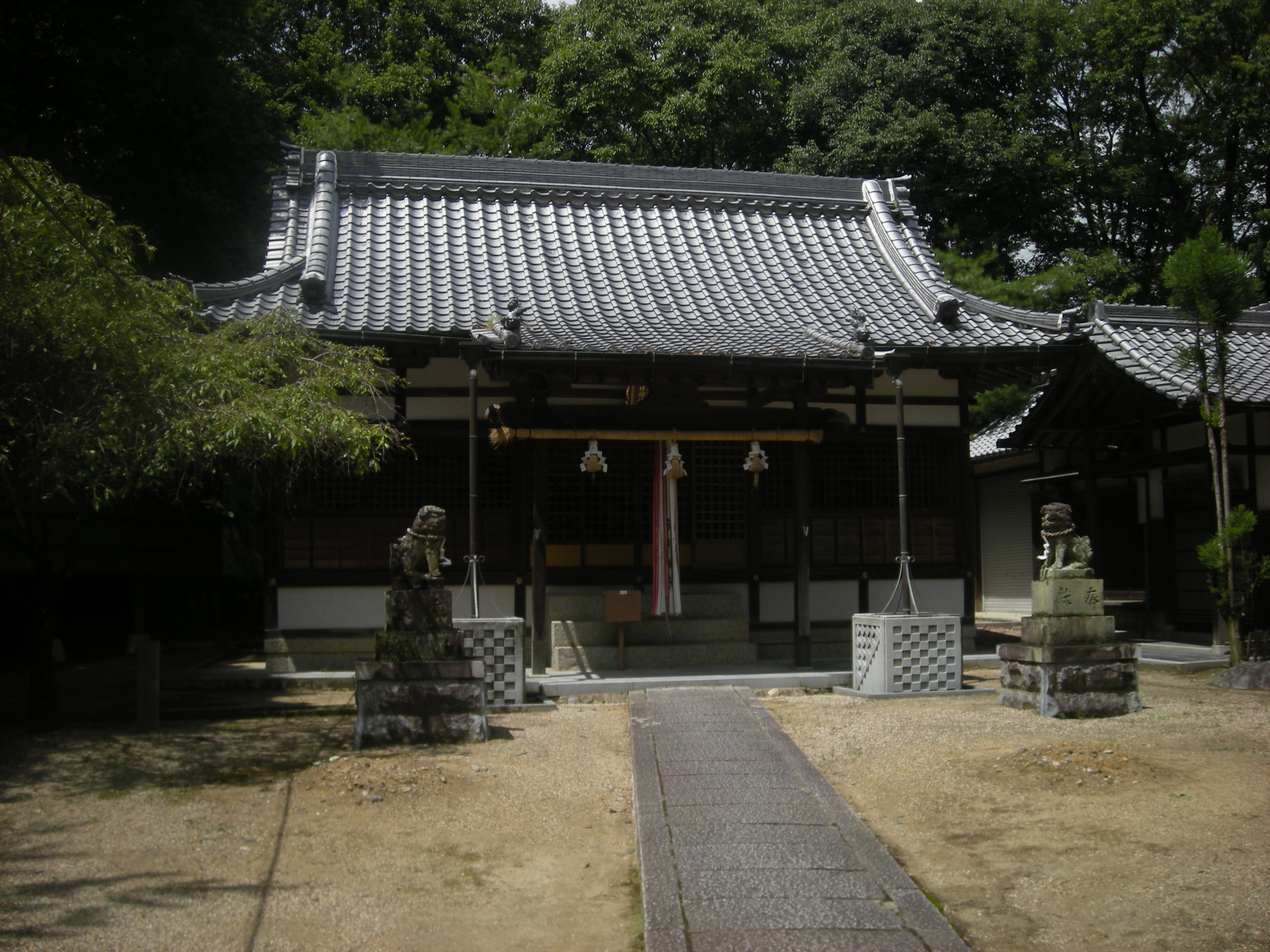
燒燬前的舊拜殿

春日神社是一座位於大阪府茨木市的神社是。記錄在延喜式神名帳中攝津国嶋下郡式内社之論社。

## 歷史
它是式内須久久神社二座之一，《神宮雑例集》載天平12年（740年）4月5日，右大臣中臣清麻呂在当地居住，並在附近祭祀祖先。、
- 明曆元年（1655年）成立。
- 明治5年（1872年）成為村社。
- 平成22年（2010年）8月28日，不慎失火，本殿和拜殿被燒燬。
- 平成24年（2012年）3月25日，重建的本殿和拜殿完工。